# 487
Cette page concerne l'année 487  du calendrier julien. Pour l'année 487 av. J.-C., voir 487 av. J.-C. Pour le nombre 487, voir 487 (nombre).
L'année 487 est une année commune qui commence un jeudi.

## Événements
- 1er mars : épisode du vase de Soissons racontée par Grégoire de Tours. Au cours d'un partage de butin, Clovis Ier tranche la tête d'un soldat qui refusait qu'un vase soit restitué à Remi, l'évêque de Reims, en dehors du partage[1].
- 15 novembre : le roi des Hérules, Odoacre, maître de l'Italie, bat et capture le roi des Ruges, Feuva, sur le Danube ; son fils Frédéric rejoint Théodoric en Mésie[2]. Après la défaite des Rugiens et la destruction de leur royaume en Norique, les Bavarois, issus des Marcomans et des Quades, s’installent sur la rive droite du Danube entre l’Iller et l’Enns jusqu’aux Alpes (488-539)[3].

- Le roi ostrogoth, Théodoric, parti de Noves en Mésie, se révolte de nouveau contre Zénon et tente sans résultat de s'emparer de Constantinople. Zénon signe un traité secret avec lui pour qu'il quitte l'Empire d'Orient et chasse Odoacre d'Italie[2].

## Naissances en 487
- 29 mars[4] : Malo (ou en latin Maclovius, Maclou), l'un des sept saints fondateurs de la Bretagne. († 16 novembre 565).

## Décès en 487
- Sidoine Apollinaire, évêque de Clermont (Lyon, v. 430-Clermont, v. 487). Auteur de lettres et de poèmes (épîtres, panégyriques).